# Parti du travail patriotique et démocratique
Le Parti du travail patriotique et démocratique (arabe : حزب العمل الوطني الديمقراطي) ou PTPD est un parti politique tunisien de gauche fondé le 1er mai 2005 et légalisé par le gouvernement d'union nationale le 19 janvier 2011. Il se réclame du socialisme et de la classe ouvrière. 
Le PTPD est dirigé par Abderrazek Hammami.